# Барешкин, Юрий Арсентьевич
Юрий Арсентьевич Барешкин (14 августа 1936, Вязьма, Западная область — 2 июля 2021) — директор совхоза «Черевковский» Красноборского района Архангельской обл.
Из рабочей семьи. Окончил Кировский сельскохозяйственный институт (1956—1962) по специальности ученый агроном. Работал агрономом-семеноводом совхоза «Красноборский» Архангельской обл. (3.05.1962-1.01.1963); главным агрономом совхоза «Красноборский» (1.01.1963-1.02.1965); директором совхоза «Черевковский» (1.02.1965-1.02.1990). Возглавив совхоз в 1965 г., за два года Барешкин вывел хозяйство из отстающих в разряд рентабельных. Девятую пятилетку совхоз закончил с общей прибылью 1036,3 тыс. руб., став одним из передовых хозяйств области. Кандидат в члены Архангельского обкома КПСС (1971—1976); депутат Красноборского райсовета (1962—1990). Почетный гражданин Красноборского района (2003).
Награждён: орденом Ленина (8.06.1971) за успехи, достигнутые в развитии сельскохозяйственного производства и выполнение пятилетнего плана продажи государству продуктов земледелия и животноводства; медалью «За преобразование Нечерноземья РСФСР» (28.11.1983), большой серебряной медалью ВДНХ (1968).

## Сочинения
- Возделывание картофеля без затрат ручного труда. Лит. обработка А. М. Нечаева. Архангельск, 1965.
- Активное вентилирование зерна / Информационный листок. Архангельский межотраслевой центр научно-технической информации и пропаганды. Архангельск, 1971.
- Содержание поросят под лампами / Информационный листок. Архангельский межотраслевой центр научно-технической информации и пропаганды. Архангельск, 1971.
- Вывозка сена при помощи саней-клиньев / Информационный листок. Архангельский межотраслевой центр научно-технической информации и пропаганды. Архангельск, 1971.